# Carmelo Floris
Carmelo Floris (Bono, 22 luglio 1891 – Olzai, 22 agosto 1960) è stato un pittore e incisore italiano.

## Biografia
Rimasto orfano di padre all'età di due anni, la madre tornò alla nativa Olzai con la famiglia e Carmelo venne affidato alle cure di uno zio materno, il parroco di Ollolai Carlo Nonnis. Qui conosce Giuseppe Biasi, spesso ospite a casa dello zio.

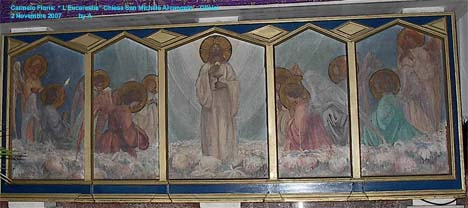
Carmelo Floris L'eucaristia Ollolai - Chiesa d San Michele Arcangelo

Interrotti gli studi classici, nel 1909 si reca a Roma per frequentare l'Accademia di Belle Arti dividendo una soffitta con Melchiorre Melis.
Dal 1915 al 1918, arruolato nella Brigata Sassari partecipa alla prima guerra mondiale combattendo per tre anni sull'altopiano di Asiago e sul Piave e continuando a dipingere.
Rientrato in Sardegna, aderisce all'Unione dei Combattenti e al Partito Sardo d'Azione. Con l'amico Mario Delitala, visita e dipinge i paesi della Barbagia.
Tra il 1921 e il 1924, partecipa alla I Biennale Nazionale d'Arte a Roma, collabora con “Il giornalino della Domenica”  di Vamba ed espone alla Quadriennale di Torino. 
Su invito dello scultore Francesco Ciusa, insegna disegno alla Scuola di Arti Applicate di Oristano, è di quegli anni un manifesto pubblicitario per la rassegna dei prodotti alimentari sardi in America.